# Crédit Agricole IV
Crédit Agricole IV est un voilier monocoque de course au large appartenant à la classe des 60 pieds IMOCA, mis à l'eau en 1989. Conçu par Marc Lombard et construit par Jeantot Marine. Racheté en 1996 par Raphaël Dinelli, il prend le nom de Algimouss et finira sa carrière sur le Vendée Globe de cette même année.

## Historique
Le bateau est mis à l'eau en janvier 1989. La même année Philippe Jeantot termine 4e de la première édition du Vendée Globe en 113 j 23 h 47 min 47 s. soit 4 j 15 h après le vainqueur Titouan Lamazou.
L'année suivante Philippe Jeantot termine 3e du BOC Challenge après avoir terminé 3e des étapes 1 et 4, 4e de l'étape 2 et 10e de l'étape 3 à la suite de problèmes avec sa fausse étrave.
Le bateau reste à quai et est mis en vente en 1995 pour 2 500 000 F. Il est racheté en 1996 par Raphaël Dinelli qui fait refaire le bateau à neuf avec une nouvelle quille et un nouveau mat. Il prend le nom d'Algimouss en vue de participer au Vendée Globe. Le navire est prêt trop tard et il ne peut effectuer l'intégralité du parcours de qualification de 2 000 milles marins en raison d'une tempête en mer d'Irlande, le 27 octobre 1996. Il n'est donc pas autorisé à participer au Vendée Globe par la Fédération française de voile, malgré le soutien de Jeantot et des autres coureurs. 
Raphaël Dinelli prend cependant le départ le 3 novembre 1996 après avoir fait appel de la décision de la FFV ; il est alors surnommé « le pirate » par toute la presse française. Pendant les deux premiers mois de la course, Dinelli navigue au sein d'un groupe relativement homogène, composé de Catherine Chabaud, Pete Goss et Patrick de Radiguès. Le matin du 25 décembre, pris dans une tempête dépassant les 70 nœuds, Algimouss chavire, son mât perfore le pont, ouvrant plusieurs voies d'eau. Au bout de trois heures, il se redresse et commence à sombrer, pendant que Dinelli se réfugie sur le pont battu par les vagues. Seul Pete Goss, situé 160 milles au sud, est en mesure de lui porter assistance. Le marin britannique affronte pendant 24 heures la tempête, chavirant lui-même à plusieurs reprises avant de parvenir à localiser Dinelli dans son radeau de survie, lancé par un avion de la marine australienne au moment où Algimouss sombrait. En hypothermie, affamé et assoiffé, Dinelli est soigné par Goss pendant les douze jours que durent leur trajet vers le port australien de Hobart.

## Palmarès
- 1989-1990 :
  - 4e du Vendée Globe barré par Philippe Jeantot
- 1990-1991 :
  - 3e du BOC Challenge barré par Philippe Jeantot